# Baron ffrench
Pour les articles homonymes, voir ffrench.
Baron ffrench du château ffrench dans de comté de Galway est un titre de la Pairie d'Irlande.
Le titre ainsi que le nom de famille s'écrivent avec le digramme double-f traditionnellement en bas-de-casse.

## Histoire du titre

### Création du titre
Le titre de Baron ffrench a été créé le 11 février 1798 en reconnaissance des services rendus par Thomas ffrench qui était membre du comité catholique et fut attribué à sa mère Lady Rose ffrench fille de Patrick Dillon de Roscommon. Celle-ci était la veuve de Sir Charles ffrench avec qui elle s'était mariée le 25 juin 1761. Ce dernier était baronnet en titre du château de ffrench en 1779. Leur fils Thomas succède aux titres de baronnet et de baron, les deux titres ayant été transmis par primogéniture.

### Le château ffrench
Le château ffrench se situe à Ballinmore Bridge dans la commune de Ballinasloe dans le Comté de Galway. Il a été construit en 1779 par Sir Charles ffrench qui était Maire de Galway et comporte 29 pièces dont 9 chambres à coucher.
|  |

### Filiation du titre
|  |  |  |  |  |  | Rose ffrench, 1re (-8 décembre 1805)                             |  |  |  |  |  |  |  |  |  |  |  |  |  |
|  |  |  |  |  |  |                                                                  |  |  |  |  |  |  |  |  |  |  |  |  |  |
|  |  |  |  |  |  | Thomas ffrench, 2e (1765–1814)                                   |  |  |  |  |  |  |  |  |  |  |  |  |  |
|  |  |  |  |  |  |                                                                  |  |  |  |  |  |  |  |  |  |  |  |  |  |
|  |  |  |  |  |  | Charles Austin ffrench, 3e (1786–1860)                           |  |  |  |  |  |  |  |  |  |  |  |  |  |
|  |  |  |  |  |  |                                                                  |  |  |  |  |  |  |  |  |  |  |  |  |  |
|  |  |  |  |  |  | Thomas ffrench, 4e (1810–1892)                                   |  |  |  |  |  |  |  |  |  |  |  |  |  |
|  |  |  |  |  |  |                                                                  |  |  |  |  |  |  |  |  |  |  |  |  |  |
|  |  |  |  |  |  | Martin Joseph ffrench, 5e (1813-1893)                            |  |  |  |  |  |  |  |  |  |  |  |  |  |
|  |  |  |  |  |  |                                                                  |  |  |  |  |  |  |  |  |  |  |  |  |  |
|  |  |  |  |  |  | Charles Austin Thomas Robert John Joseph ffrench, 6e (1868–1955) |  |  |  |  |  |  |  |  |  |  |  |  |  |
|  |  |  |  |  |  |                                                                  |  |  |  |  |  |  |  |  |  |  |  |  |  |
|  |  |  |  |  |  | Peter Martin Joseph Charles John ffrench, 7e (1926-1986)         |  |  |  |  |  |  |  |  |  |  |  |  |  |
|  |  |  |  |  |  |                                                                  |  |  |  |  |  |  |  |  |  |  |  |  |  |
|  |  |  |  |  |  | Robuck John Peter Charles Mario ffrench, 8e (1956-               |  |  |  |  |  |  |  |  |  |  |  |  |  |

### Le nom ffrench

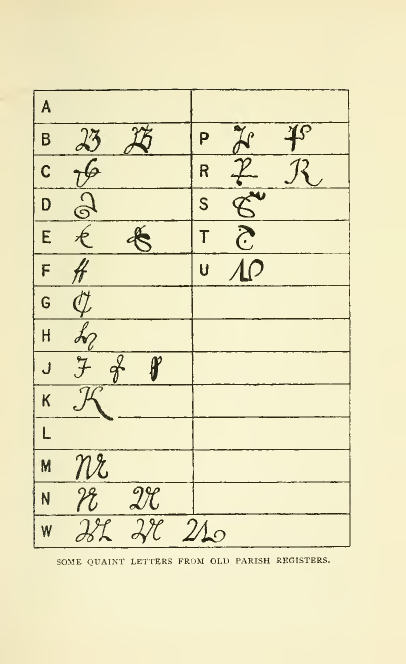
Page représentant des correspondances Paléographiques.

#### Le double ff
Le double f "ff" vient du fait que le "F" majuscule s'écrivait avec "ff" comme on peut le constater en Paléographie sur le document ci-dessous donnant les équivalents modernes des lettres anciennes. Il est à noter que les deux familles ffrench et French (de Freyne) autre baronnie britannique existent et sont souvent considérées comme différentes alors qu'elles ont le même nom et les mêmes armes et devises.

## Armoiries
,

### Blason
| Armes de ffrench | Le blasonnement des armes des ffrench est : D'hermine au chevron de sable |

### Devise
Cette devise répandue serait extraite d'un hymne traditionnellement attribué à Saint Augustin et signifie "Plutôt la mort que la souillure" :
| Hymne de Saint Augustin contenant la devise des ffrench : ANTIDOTUM CONTRA TYRANNIDEM PECCATI. QUID, tyranne ! Quid minaris ? Quid usquam poenarum est Quidquid tandem machinaris : Hoc amanti parum est. Dulce mihi cruciari Parva vis doloris est : " Malo mori quam foedari ! " Major vis amoris est. Para rogos, quamvis truces, Et quiquid flagrorum est ; Adde ferrum, adde cruces : Nil adhuc amanti est. Dulce mihi crucian, Parva vis doloris est : " Malo mori quam foedari ! " Major vis amoris est. |

### Ornements extérieurs
Cimier :  Un dauphin nageant au naturel.
Support à dextre :  Une aigle de gueules becquée membrée et ailée d'or.
Support à sénestre :  Une licorne de gueules crinée et accornée d'or tenant entre ses dents une branche de rosier de sinople fleurie de deux pièces de gueules.